# Гафуров, Ренат Зайтунович
Рена́т Зайту́нович Гафу́ров (тат. Renat Zaytun uly Gafurov; род. 8 октября 1982, Октябрьский) — российский спидвейный гонщик. Мастер спорта России международного класса. Двукратный чемпион России в личном зачете, пятикратный чемпион России в командном зачете, чемпион Европы.

## Карьера

### В России
Отец — Зайтун Гафуров, известный спидвейный гонщик (призёр командного чемпионата СССР в составе «Нефтяника») и тренер. Спидвейный арбитр Рафаил Гафуров — однофамилец.
Спидвеем начал заниматься в 1997 году, а уже на следующий 1998 год пробился в финал Личного чемпионата России среди юниоров, где с 2 очками занял 15 место.
С 1999 года начинает старты в Командном чемпионате России по спидвею. С 1999 по 2005 гг. выступает в «Лукойле», где становится двукратным чемпионом России и пятикратным серебряным призёром в командном зачёте, а также выигрывает 2 титула чемпиона страны среди юниоров в личном зачете (2001, 2003). В том же 2003 году Гафуров занимает 2 место во взрослом личном первенстве, уступив лишь опытному Олегу Кургускину.
В 2006 вместе с другим октябрьцем Эдуардом Шайхуллиным оказался в «Востоке» (несмотря на мартовскую инициативу «Турбины» и желание самого Рената перейти в балаковскую команду, имевшую календарь с меньшим числом пересечений с английскими и польскими гонками Рената) В дальневосточной команде выступал с 2006 года по 2013 (кроме годичного перерыва в 2008, когда Ренат выступал за «Салават»). За это время Ренат дважды завоёвывает титул чемпиона страны в личном первенстве (2006, 2009) и один раз — в командном (2010). Перед сезоном 2014 г. перешёл в родную команду — СТК «Октябрьский», однако из-за того, что «Октябрьский» снялся с чемпионата, вернулся в «Восток».
Перед сезоном 2016 г. перешёл в тольяттинскую «Мега-Ладу».
В 2004—2006 был лучшим гонщиком чемпионата России по среднезаездному результату. В 2012—2017 гг. каждый год становился призёром личного чемпионата России.
13 декабря 2022 года в своих социальных сетях Ренат Гафуров заявил, что покинул тольяттинскую Мега-Ладу.

### В Европе
В 2003 году провел одну гонку в чемпионате 1ПЛ за клуб «Колеяж» из Равича, где набрал 5 очков в 6 заездах. С 2005 по 2007 год — в Рыбнике, с 2008 по 2016 — в Гданьске, где, ввиду заслуг перед клубом, был выбран гонщиком 15-летия (2000—2015). Примечательно, что с обоими клубами Ренат Гафуров выходил из первой лиги в Экстралигу (2005 — с Рыбником, в 2008, 2011 и 2013 гг. — с Гданьском).
Один из немногих российских гонщиков, выступавших в британской лиге. Имеет прозвище «The Gaffer» — Дед.
Карьеру в Швеции начал в 2007 году в «Капарне» — дебютанте Элитсерии. Клуб, однако, не смог получить лицензию на 2008 год, вследствие чего Гафуров вместе со своим одноклубником по «Капарне» россиянином Денисом Гизатуллиным перешёл «Хаммарбю». После сезона-2008 «Хаммарбю» из-за потери спонсора перешёл в Allsvenskan-лигу, а Гафуров перешёл по аренде в клуб «Индианерна»
Участвовал также в украинской, чешской, венгерской и датской спидвейных лигах.

## Достижения в чемпионатах России
- Чемпионат России по спидвею среди юниоров

в личном зачёте — 1 место (2001, 2003), 2 место (2000)
в командном зачёте — 1 место (2003)
- Чемпионат России по спидвею

в личном зачёте — 1 место (2006, 2009), 2 место (2003, 2007, 2012, 2014, 2017), 3 место (2013, 2015, 2016, 2020)
в командном зачёте — 1 место (1999, 2000, 2010, 2017, 2021), 2 место (2001—2005, 2009, 2011, 2013, 2014, 2019—2020), 3 место (2006, 2007, 2012, 2016, 2018)
в парном зачёте — 1 место (2016—2018), 2 место (2004—2006, 2008—2011, 2019), 3 место (2003, 2021)
- Кубок МФР по спидвею

в командном зачёте — 1 место (2005)

## Среднезаездный результат
| Лига          | 1999             | 2000             | 2001            | 2002           | 2003           | 2004           | 2005           | 2006            | 2007            | 2008            |
| ------------- | ---------------- | ---------------- | --------------- | -------------- | -------------- | -------------- | -------------- | --------------- | --------------- | --------------- |
| Флаг России   | 1,609 Лукойл     | 1,500 Лукойл     | 2,294 Лукойл    | 2,462 Лукойл   | 2,333 Лукойл   | 2,611 Лукойл   | 2,810 Лукойл   | 2,500 Восток    | 2,250 Восток    | 2,025 Салават   |
| (E)           | -                | -                | -               | -              | -              | -              | -              | 1,419 Рыбник    | -               | -               |
| (I)           | -                | -                | -               | -              | 1,200 Равич    | -              | 2,300 Рыбник   | -               | 2,029 Рыбник    | 1,557 Гданьск   |
| (E)           | -                | -                | -               | -              | -              | -              | 1,083 Оксфорд  | 1,385 Суиндон   | -               | -               |
| (E)           | -                | -                | -               | -              | -              | -              | -              | -               | 1,507 Капарна   | 1,643 Хаммарбю  |
| Лига          | 2009             | 2010             | 2011            | 2012           | 2013           | 2014           | 2015           | 2016            | 2017            | 2018            |
| Флаг России   | 2,316 Восток     | 2,364 Восток     | 2,289 Восток    | 2,237 Восток   | 1,444 Восток   | 1,357 Восток   | -              | 1,761 Мега-Лада | 2,429 Мега-Лада | 2,256 Мега-Лада |
| (E)           | 1,231 Гданьск    | -                | -               | 1,481 Гданьск  | -              | 0,887 Гданьск  | -              | -               | -               | -               |
| (I)           | -                | 1,912 Гданьск    | 1,591 Гданьск   | -              | 1,875 Гданьск  | -              | -              | 1,844 Гданьск   | 1,646 Гданьск   | -               |
| (II)          | -                | -                | -               | -              | -              | -              | 2,224 Гданьск  | -               | -               | 1,921 Острувия  |
| (E)           | -                | -                | 1,405 Пул       | 1,267 Бель Вью | -              | -              | -              | -               | -               | -               |
| (E)           | 1,280 Индианерна | 1,792 Индианерна | 1,526 Хаммарбю  | -              | -              | -              | -              | -               | -               | -               |
| Флаг Германии | 2,167 Ландсхут   | 2,390 Ландсхут   | -               | 2,000 Ландсхут | 1,757 Ландсхут | 1,950 Ландсхут | 1,579 Ландсхут | 1,800 Ландсхут  | -               | -               |
| Флаг Венгрии  | -                | 3,000 Дебрецен   | -               | -              | -              | -              | -              | -               | -               | -               |
| Флаг Украины  | -                | 2,333 Турбина    | -               | -              | -              | -              | -              | -               | -               | -               |
| Флаг Чехии    | -                | -                | 2,500 Олимп     | -              | -              | -              | -              | -               | -               | -               |
| Флаг Дании    | -                | -                | -               | -              | 1,385 Хольстед | -              | -              | -               | -               | -               |
| Лига          | 2019             | 2020             | 2021            | 2022           | 2023           | 2024           | 2025           | 2026            | 2027            | 2028            |
| Флаг России   | 1,689 Мега-Лада  | 2,329 Мега-Лада  | 1,926 Мега-Лада |                |                |                |                |                 |                 |                 |
| (I)           | 1,313 Острувия   | -                | -               |                |                |                |                |                 |                 |                 |

## Достижения на международных соревнованиях

### Юниорские соревнования
Достижения:
ЛЧЕЮ — 8 место (2000), 16 место (2001)
КЧЕЮ — не участвовал
КЧМЮ — не участвовал
ЛЧМЮ — 6 место в ¼ финала (2002), 10 место в ½ финала (2003)

### Взрослые соревнования
| ЛЧЕ — 7 место (2004), 6 место (2005), 11 место в ½ финала (2007), 1 место (2009), 4 место (2010 — проиграв Андрею Карпову дополнительный заезд за бронзу), 10 место (2011), 4 место в ½ финала и неучастие в Челлендже (2012), 7 место в ½ финала (2014, 2016), 8 место в ½ финала (2017), 10 место в ½ финала (2018) ПЧЕ — 2 место (2004, 2009), 4 место в ½ финала (2005), 3 место (2007, 2008, 2011), 4 место (2010) КЕЧ — 2 место (2001, «Лукойл»), 3 место (2005, сборная России), 3 место (2009, «Восток»), 1 место (2011, «Восток») ЛЧМ — 25 место (2021, резерв трека на Гран-При России) КЧМ — 8 место (2003), 7 место (2005), 11 место (2006), 6 место (2007), 6 место (2008), 4 место (2009), 6 место (2010), 5 место (2011), 7 место (2015) В 2014 г. был заявлен в составе сборной для участия в Кубке, однако не стартовал. Сборная России в итоге заняла последнее 12 место. | Гран-При Челлендж 2005 — 10 место в 1/4 финала Гран-При Челлендж 2007 — 12 место в финале Гран-При Челлендж 2008 — 9 место в финале Гран-При Челлендж 2009 — 10 место в 1/4 финала Гран-При Челлендж 2010 — 10 место в 1/2 финала Гран-При Челлендж 2011 — 8 место в 1/2 финала Гран-При Челлендж 2012 — 11 место в 1/2 финала Гран-При Челлендж 2013 — 9 место в 1/2 финала Гран-При Челлендж 2015 — 12 место в 1/4 финала |

#### Мировая серия Гран-При
| Сезон | Номер | 1    | 2    | 3    | 4    | 5    | 6    | 7   | 8     | 9   | 10   | 11   | Место | Очки |
| ----- | ----- | ---- | ---- | ---- | ---- | ---- | ---- | --- | ----- | --- | ---- | ---- | ----- | ---- |
| 2021  | 16    | CZE1 | CZE2 | POL1 | POL2 | POL3 | POL4 | SWE | RUS 0 | DEN | POL5 | POL6 | 25    | 0    |

### Длинный трек
ЛЧМ (д) — 16 место в квалификации (2015)

## Прочие соревнования
- Кубок Президента Республики Башкортостан — 3 место (личный, 2001, Октябрьский)
- Весна-2003 — 1 место (личный, 2003, Острув-Велькопольский)
- Мемориал Рината Марданшина — 3 место (личный, 2005), 2 место (личный, 2008, 2016), 1 место в командном зачете и 3 место в личном зачете (2009) (Октябрьский)
- Мемориал Александра Баскакова — 1 место (личный, 2000), 2 место (командные, 2014) (Салават)
- German Open — 1 место (личный, 2011, Ольхинг)
- Кубок Угольной компании — 3 место (в паре с Григорием Лагутой, 2011, Рыбник)
- Открытый чемпионат Чехии среди пар (Бжезолупы)— 1 место (2011 — в паре с Матеем Кусом, 2013 — в паре с Йозефом Франком)
- Мемориал Любоша Томичека (Прага) — 3 место (2011), 2 место (2013)
- Открытый чемпионат Словакии — 1 место (личный, 2011, Жарновица)
- Чемпионат Башкортостана — 1 место (личный, 2004, Салават-Октябрьский)
- Master of Speedway — 1 место (личный, 2015, Моорвинкельсдам)

## Семья
Женат, имеет троих детей. 